# 佩列沃茲區

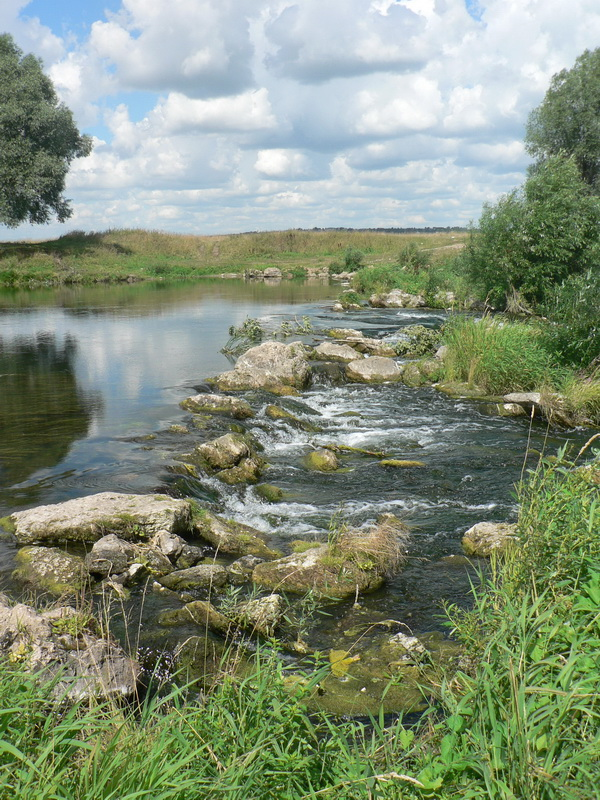

55°36′N 44°33′E / 55.600°N 44.550°E
佩列沃茲區（俄语：Перевозский район），是俄羅斯的一個區，位於該國西部，由下諾夫哥羅德州負責管轄，始建於1935年，面積769.2平方公里，2010年人口16,519，人口密度每平方公里21.48人。